# Laeliocatanthe
× Laeliocatanthe, (abreviado Lcn) en el comercio, es un híbrido intergenérico entre los géneros de orquídeas Cattleya × Guarianthe × Laelia. Fue publicado en Orchid Rev. 112(1258, Suppl.): 64 (2004), contrary to Art. 34.1b ICBN (2000).